# Староверов, Константин Иосифович
Константин Иосифович Староверов (28 мая 1924, Котиха, Иваново-Вознесенская губерния — 29 апреля 1997, Котиха, Ивановская область) — председатель колхоза «Возрождение» Родниковского района Ивановской области.

## Биография
Родился 28 мая 1924 года в деревне Котиха Родниковского района Ивановской области в крестьянской семье. С детства работал в поле, помогал родителям, в семье то было 11 человек. Окончил сельскую школу-семилетку в селе Парское, продолжил учёбу в Ивановском электромеханическом техникуме. В 1941 году вернулся домой, работал в колхозе.
В 1942 году был призван в Красную Армию. В запасном полку получил специальность механика-водителя танка. Воевал на Северо-Кавказском фронте в составе 244-го отдельного танкового полка, на американском танке М3 «General Lee». В конце июля 1943 года в бою за станицу Крымская Краснодарского края был тяжело ранен, единственный из экипажа чудом остался жив. После госпиталя на фронт не вернулся, врачи не пустили — в легком остался осколок. Ещё год служил во внутренних войсках, демобилизовался весной 1945 года, незадолго до Победы.
Вернулся домой и стал работать в колхозе рядовым колхозником, вскоре стал бригадиром полеводческой бригады, затем агрономом. В 1953 году был избран председателем колхоза «Возрождение» Родниковского района и в течение 27 лет бессменно руководил хозяйством.
Под его руководством колхоз «Возрождение» стал одним из передовых хозяйство области. Если в 1953 году урожайность зерновых составляла 7,1 центнера то в 1960 году уже 13,1. Из года в год росли надои молока, урожаи картофеля. Широко использовались достижения химии, применялись минеральные удобрения, В колхоз стали обращаться за опытом. В 1970 году на полях колхоза был собран особенно большой урожай зерновых — 32,5 центнеров с гектара. Высокие показатели были и в целом за пятилетку.
Указом Президиума Верховного Совета СССР от 8 апреля 1971 года за выдающиеся успехи, достигнутые в развитии сельскохозяйственного производства и выполнении 8-го пятилетнего плана продажи государству продуктов земледелия и животноводства Староверов Константин Иосифович присвоено звание Героя Социалистического Труда с вручением ордена Ленина и золотой медали «Серп и Молот».
В последующие годы продолжался экономический рост колхоза. Были построены зерносушильный сортировальный комплекс с зерноскладом на 800 тонн, картофелехранилище на 500 тонн, гараж, склад под минеральные удобрения. Только в 1977 году хозяйство получило доход более миллиона рублей. В 1979 году председатель колхоза ушел на заслуженный отдых.
Жил в деревне Котиха Родниковского района. Скончался 29 апреля 1997 года. Похоронен на кладбище села Парское.
Награждён орденом Ленина, медалями.